# Systropus silvestrii
Systropus silvestrii är en tvåvingeart som beskrevs av Mario Bezzi 1914. Systropus silvestrii ingår i släktet Systropus och familjen svävflugor. Inga underarter finns listade i Catalogue of Life.